# Marcin Aziukiewicz
Marcin Aziukiewicz (ur. 10 października 1964 w Poznaniu) – polski aktor telewizyjny oraz rekwizytor.

## Życiorys
Ukończył studia na Uniwersytecie im. Adama Mickiewicza w Poznaniu na wydziale filozoficznym

## Scenografia
- 2005: Czas surferów
- 2010: Optymista
- 2010: Dwa ognie
- 2011: Kac Wawa
- 2015: Den Tifeldige Rockestjernen
- 2019: Wojenne dziewczyny (odc. 27–39)
- 2019: Marek Edelman. I była miłość w getcie
- 2020: Stulecie Winnych (odc. 14–26)

## Scenograf planu
- 2012: Hans Kloss. Stawka większa niż śmierć
- 2012: Hans Kloss. Stawka większa niż śmierć
- 2020: Fisheye

## Scenograf II
- 1996: Poznań 56
- 2001: Stacja
- 2001: Przedwiośnie
- 2002: Przedwiośnie
- 2005–2006: Okazja
- 2007: Wino truskawkowe
- 2007: Świadek koronny
- 2007: Odwróceni
- 2007: Benek
- 2007–2008: Glina (odc.13–25)
- 2008–2009: 39 i pół
- 2009: Naznaczony
- 2009: Enen
- 2010: Trzy minuty. 21:37
- 2010: Śluby panieńskie
- 2010: Joanna
- 2011: Księstwo
- 2012: Bez wstydu
- 2013: Baczyński
- 2013: Nad
- 2014: Mur
- 2014: Kochanie. chyba cię zabiłem
- 2014: Kamienie na szaniec
- 2014: Dzwony wojny
- 2016: Konwój
- 2017: Sprawa Rity G.
- 2017: Porwać się na życie
- 2017: Miasto skarbów
- 2017: Dziecko
- 2017: Belle Epoque
- 2017–2019: Wojenne dziewczyny
- 2018: Wilkołak
- 2018: Planeta singli 2
- 2019: Żona łysego
- 2019: Matka boska niespodziewana
- 2019: Kasie
- 2019–2021: Stulecie Winnych

## Rekwizytor planu
- 2010: Milczenie jest złotem

## Współpraca scenograficzna
- 2001: Tam i z powrotem
- 2003–2008: Magiczne drzewo (odcinki 8–10)
- 2008: Magiczne drzewo
- 2011: Instynkt
- 2013: Moralność Pani Dulskiej

## Dekoracja wnętrz
- 2013: Salt
- 2013: Papusza
- 2015: Panie Dulskie
- 2015: Demon

## Aktor
- 1996: Poznań 56
- 2003: Terapia
- 2005–2006: Fala zbrodni – 2 role: żołnierz "Grubego (odc.37), żołnierz "Petardy" (odc.62) (nie występuje w napisach)
- 2007: Glina – Tadeusz Kowalczyk "Spajder" (odc.15 i 16)

## Zdjęcia
- 2000: Spoktanie: Fluxus
- 2003: Terapia
- 2005: Po tsunami
- 2005: Hello Viva!!!

## Realizacja
- 2005: Po tsunami

## Scenariusz
- 2003: Terapia
- 2001: Gwałt

## Producent
- 2003: Terapia
- 2001: Gwałt

## Dialogi
- 2003–2021: Na Wspólnej

## Współpraca
- 2003: Uniwersytet im. Adama Mickiewicza w Poznaniu

## Nagrody indywidualne[2][3]
- 2011: Akwarium – Warszawa – 48 Hour Film Project – nagroda za najlepszą reżyserię
- 2003: Terapia – Jelenia Góra (Międzynarodowy Festiwal Filmowy "Zoom-Zbliżenia") Wyróżnienie
- 2001: Gwałt – Poznań (Międzynarodowy Festiwal Filmowy "Off Cinema") "Brązowy Zamek"